# Асенкова, Александра Егоровна
Александра Егоровна Асенкова (1796—1858) — русская актриса. Играла в Санкт-Петербурге. Мать выдающейся актрисы Варвары Николаевны Асенковой.

## Биография
Окончила Петербургское театральное училище в 1814 г., педагог князь А. А. Шаховской.
Дебютировала 29 ноября 1814 года на петербургской сцене в роли Марфы в комедии «Марфа и Угар, или Лакейская война» — французском водевиле, переделанном на русский лад.
[bookz.ru/authors/avtor-neizvesten-3/theatre_encicl/page-41-theatre_encicl.html Театральная энциклопедия] отмечает: «С блеском, живостью и изяществом играла роли субреток в высоких комедиях».
В числе ролей: Дорина («Тартюф»), Сюзанна («Женитьба Фигаро») Мольера, Троепольская (в «Актеры между собой»), Лельская — в «Ворожее», Эльмира — в «Сплетне», Софья — в первых неполных постановках «Горе от ума».
Позднее с возрастом перешла на амплуа комедийных старух — бойких барынь, сварливых бабок, старых дев и т. п. в комедиях и водевилях.
Около 1834 года она оставила сцену.

## Образ в кино
- Зелёная карета (1967), роль Александры Егоровны исполняет Лидия Штыкан.